# 게오르크 몰러

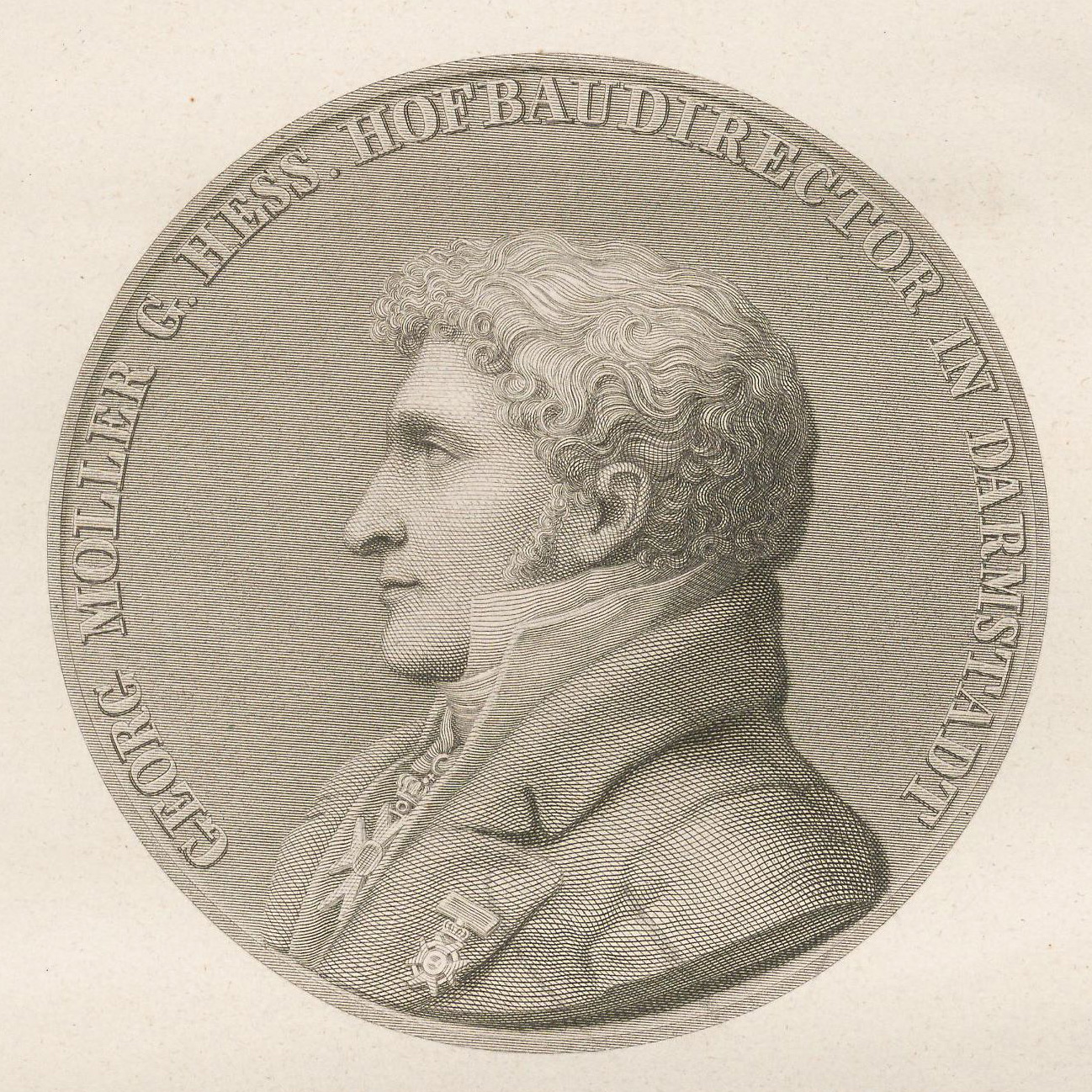

게오르크 몰러(Georg Moller, 1784년 1월 21일 ~ 1852년 3월 13일 다름슈타트)는 남부 독일, 현재의 헤센에 해당하는 지역에서 활동했던 건축가이자 도시 계획 설계자이다.

## 같이 보기
- 쾰른